# Троицкая ГРЭС
Троицкая ГРЭС — тепловая электростанция расположенная в городе Троицк Челябинской области.
Общая установленная мощность — 836 МВт.
Входит в состав компании «ОГК-2».
Станция построена с применением блочной компоновки, пуск первой очереди станции состоялся в 1960 году, строительство новых блоков станции продолжалось уже после пуска.
В рамках реализации экологической программы ОГК-2 на 4-м, 5-м и 7-м блоках Троицкой ГРЭС установлено пылегазоочистное оборудование (электрофильтры) производства ЗАО «ФИНГО ИНЖИНИРИНГ» и ALSTOM.
Вторая очередь станции, 4 блока по 300 МВт, выведена из эксплуатации (блок № 6 полностью демонтирован). Третья очередь остановлена в конце 2020 года.
Расход электроэнергии на собственные нужды станции составляет 7,1 %.
Растопочным топливом ГРЭС является мазут.

## Собственники, руководство и показатели деятельности
ГРЭС входит в состав ОГК-2.
Директор станции — С.А.Кинерейш,
Главный инженер - А.В.Черёмухин.
Установленная мощность электростанции составляет 836 МВт. Тепловая мощность станции — 210 Гкал/час. Руководством ОГК-2 Троицкая ГРЭС оценивается как наиболее проблемный актив из-за повышенной изношенности оборудования.
|                                       | 2009  | 2010  | 2011  | 2012  | 2013  | 2014  | 2015  | 2016  | 2017  | 2018  |
| ------------------------------------- | ----- | ----- | ----- | ----- | ----- | ----- | ----- | ----- | ----- | ----- |
| Выработка электроэнергии, млн. кВт•ч  | 7 866 | 7 295 | 4 263 | 4 544 | 3 961 | 3 185 | 2 519 | 2 178 | 1 677 | 1 429 |
| Выработка тепловой энергии, тыс. ГКал | 486   | 513   | 501   | 442   | 441   | 432   | 451   | 429   | 540   | 504   |
| КИУМ, %                               | 44    | 40    | 24    | 25    | 25    | 28    | 23    | 32    | 19    | 13    |

Станция сертифицирована по ISO 9001:2000, сертификация проходила с 7 по 10 июля 2008 года.

## Модернизация 2008—2012
Замена газоочистного оборудования на энергоблоке № 8 мощностью 500 МВт. Замена электрофильтров на энергоблоках № 4, 5, и 7; установлено современное газоочистное оборудование на шести котлах первой очереди.
По итогам 2012 года выбросы золы составляют 19,5 тысячи тонн. Это на 59 % меньше, чем в 2011 году и в 10 раз меньше чем 2008 году.
Получен сертификат на соответствие системы экологического менеджмента требованиям международного стандарта ISO 14001.

## Модернизация 2013—2014
На энергоблоке № 8 запланирована замена турбогенератора ТГВ-500 мощностью 500 МВт на новый марки ТВВ-500-2ЕУ3 производства ОАО «Силовые машины».
В январе 2013 выведен из эксплуатации энергоблок № 9 мощностью 485 МВт. Схема выдачи мощности этого блока будет использована для строящегося нового энергоблока № 10 (мощностью 660 МВт). Установленная мощность станции после отключения девятого энергоблока сократилась почти на 25 % до 1574 МВт.

## Ввод нового энергоблока 2016
18 февраля 2016 года состоялся пуск нового энергоблока Троицкой ГРЭС по проекту китайского проектного института NEPDI с использованием оборудования, изготовленного на заводах Харбина (КНР). Адаптацией проекта к требованиям российских норм занимался «Институт Теплоэлектропроект». Паросиловая установка ПСУ-600 имеет КПД 42%, что значительно улучшает показатели Троицкой ГРЭС. При вводе нового энергоблока создано 151 рабочее место.

## Интересные факты
- Строителям после постройки Троицкой ГРЭС было поручено строительство Ириклинской ГРЭС.
- Новая дымовая труба Троицкой ГРЭС высотой 240 м[14], построенная в 2013 году, была до 2020 года самой высокой дымовой трубой в России, полностью построенной после распада СССР[15]. В 2020 году, её превзошла по высоте новая труба Красноярской ТЭЦ-1[16].
- Зола уноса Троицкой ГРЭС является одной из лучших в России, так как содержит очень мало недожога и железа, а форма частиц сферическая[17].
- ДЗШ 500 кВ ТГРЭС, выполненная общей для двойной СШ 500 кВ, аналогично ДЗШ 110-220 кВ.

## Перечень основного оборудования
| Агрегат                                                        | Тип                 | Изготовитель                        | Количество | Ввод в эксплуатацию | Основные характеристики | Основные характеристики | Источники |
| Агрегат                                                        | Тип                 | Изготовитель                        | Количество | Ввод в эксплуатацию | Параметр                | Значение                | Источники |
| -------------------------------------------------------------- | ------------------- | ----------------------------------- | ---------- | ------------------- | ----------------------- | ----------------------- | --------- |
| Оборудование паротурбинных установок первой очереди            |                     |                                     |            |                     |                         |                         |           |
| Паровой котёл                                                  | ПК-14-2             | ЗиО-Подольск                        | 5          | 1960 г. 1961 г.     | Топливо                 | уголь, мазут            | [ 18 ]    |
| Паровой котёл                                                  | ПК-14-2             | ЗиО-Подольск                        | 5          | 1960 г. 1961 г.     | Производительность      | 190—220 т/ч             | [ 18 ]    |
| Паровой котёл                                                  | ПК-14-2             | ЗиО-Подольск                        | 5          | 1960 г. 1961 г.     | Параметры пара          | 100 кгс/см2, 540 °С     | [ 18 ]    |
| Паровая турбина                                                | Т-85-90-2,5         | Харьковский турбогенераторный завод | 2          | 1960 г. 1961 г.     | Установленная мощность  | 85 МВт                  | [ 18 ]    |
| Паровая турбина                                                | Т-85-90-2,5         | Харьковский турбогенераторный завод | 2          | 1960 г. 1961 г.     | Тепловая нагрузка       | 105 Гкал/ч              | [ 18 ]    |
| Паровая турбина                                                | Т-85-90-2,5         | Харьковский турбогенераторный завод | 2          | 1960 г. 1961 г.     | Параметры пара          | 90 кгс/см2, — °С        | [ 18 ]    |
| Оборудование паротурбинной установки ПСУ-600 четвертой очереди |                     |                                     |            |                     |                         |                         |           |
| Паровой котёл                                                  | HG-2100/25.4-YM16   | HBC – Harbin Boiler Company Ltd     | 1          | 2016 г.             | Топливо                 | уголь, мазут            | [ 18 ]    |
| Паровой котёл                                                  | HG-2100/25.4-YM16   | HBC – Harbin Boiler Company Ltd     | 1          | 2016 г.             | Производительность      | 2100 т/ч                | [ 18 ]    |
| Паровой котёл                                                  | HG-2100/25.4-YM16   | HBC – Harbin Boiler Company Ltd     | 1          | 2016 г.             | Параметры пара          | 254 кгс/см2, 571 °С     | [ 18 ]    |
| Паровая турбина                                                | CLN660-24.2/566/566 | HTC – Harbin Turbine Company Ltd    | 1          | 2016 г.             | Установленная мощность  | 666 МВт                 | [ 18 ]    |
| Паровая турбина                                                | CLN660-24.2/566/566 | HTC – Harbin Turbine Company Ltd    | 1          | 2016 г.             | Тепловая нагрузка       | 0 Гкал/ч                | [ 18 ]    |
| Паровая турбина                                                | CLN660-24.2/566/566 | HTC – Harbin Turbine Company Ltd    | 1          | 2016 г.             | Параметры пара          | — кгс/см2, — °С         | [ 18 ]    |